# Smolińcy
Smolińcy – plemię połabskie zamieszkujące tereny w rejonie dzisiejszego Parchim i Friedrichsruhe. Należeli do Związku obodryckiego.
Wzmiankowani w Annales Regni Francorum po raz pierwszy w 808 jako Smeldingos i w 809 jako Smeldingorumi przy okazji opisu próby podporządkowania ich przez księcia Obodrytów Drożka. W 809 wzmiankowani w Chronicon Moissiacense jako Semeldinc. Od północy graniczyli z nimi Bytyńcy. Centrum polityczne Smolińców znajdowało się w grodzie określonym w Chronicon Anianense w 809 roku jaka Connoburg. Ich grody znajdowały się m.in. w dzisiejszym Menkendorf i  Friedrichsruhe. 
W 808 roku Duńczycy pod przywództwem Godfreda i Wieleci najechali na ziemie Obodrytów. Na skutek najazdu plemiona Smolińców oraz Glinianie (Linian) odłączyły się od Związku Obodrzyckiego, a władca Obodrzyców Drożko uciekł. 
Drożko po powrocie na tereny obodrzyckie w 809 przystąpił przy pomocy posiłków saskich do ponownego przywrócenia zwierzchności obodrzyckiej nad plemieniem Smolińców. Zapewniwszy sobie neutralność ze strony Godfreda, zawarłszy z nim pokój i dawszy mu jako zakładnika własnego syna), przystąpił do uwieńczonego sukcesem oblężenia głównego grodu Smolińców, Connoburga. Doszło również do wyprawy odwetowej na Wieletów. W wyniku tych działań zarówno Smolińcy, jak i Glinianie ponownie dostali się pod zwierzchnictwo Związku obodryckiego. 
Przypuszczalnie Smolińcy utracili swoją odrębność na rzecz Obodrytów. Nie zostali wymordowani, a izolacja osad spowodowała, że zachowali swoją odrębność i tożsamość do XVIII wieku.